# Pictografías de Vilacaurani
Las pictografías de Vilacaurani son escrituras pictográficas ubicadas en Latinoamérica, hechas por pueblos precolombinos; estas forman parte del conjunto de monumentos históricos del país de Chile. Han sido denominadas Yacimientos arqueológicos Están ubicadas a 12 km al SO de Putre en el norte grande de Chile; se requiere caminar de aproximadamente 3 horas por camino tropero para llegar a esta. Las figuras pintadas en las piedras desnudas fueron hechas con pigmentos de óxido de fierro mezclados con sustancias aglutinantes, su deterioro ha sido esporádico a través del tiempo pero hay señales de deterioro grave, a causa de que existen restos de hollín, inscripciones nuevas y raspaduras, pero aún no pierde su valor como obra de arte prehistórico. El significado de este material aún no ha sido descifrado.

## Ubicación
Aproximadamente a 3.600m de altura, en el norte grande de Chile, Región de Arica y Parinacota. Cercano a la Comuna de Putre,
A no más de 2 a 3 horas de caminata desde Putre, se puede llegar por el camino Tropero el cual está conectado con el pueblo.
El paisaje es desértico en esta zona; en esta zona se presume que pastores traían sus rebaños de animales camélidos (alpacas, llamas etc) y pastoreaban cerca de esta zona, según se puede apreciar en las pictografías, hierba y desierto es representado. Está ubicado bajo un alero, el cual servía de refugio para los pastores del clima ya sea del sol, o de las lluvias; la cual probablemente hace miles de años (la edad estimada de estas pictografías) era el clima.

## Características
El Alero de Vilacaurani posee pinturas prehistóricas, en ella se representan animales tales como felinos cazando a otros animales, también hay figuras humanas cazando en estas imágenes, posiblemente hechas por un pueblo nómada de la región ya que la cacería era una característica de estos pueblos. Se estima que fueron creadas con fines religiosos o de guía para los visitantes.
Hay indicaciones indirectas de que estas imágenes representan ganado, además de que un alero sirve de refugio a los pastores al clima cuando se movilizan de lugares donde su ganado camélido pastorea. Se pueden apreciar imágenes de felinos, los cuales atacan al ganado; la imagen del felino es bastante recurrente en las pinturas prehistóricas de esta zona, debido al lugar donde se sitúan. El felino puede representar la amenaza en forma de depredador al ganado, su creador, o ambas cosas a la vez, se ignora la especie de él. 
La interpretación religiosa también es muy frecuente ya que se establece que las culturas prehistóricas tomaban de deidades a animales y objetos, que son los representados en estas obras de arte prehistórico. 
La edad de la creación (se estima que miles de años) y los motivos de estas pinturas rupestres son desconocidos.

## Turismo
El turismo es frecuente a estas obras de arte prehistóricas, ya que son muy valiosas, por su enigmática antigüedad y significado, muchos turistas visitan esta zona. 
El viaje desde Putre a esta zona tarda alrededor de 3 horas, a pie, esta zona es muy atractiva debido a su paisaje montañoso, la flora y la fauna es abundante y especial.
A pesar de sus miles de años, se ha mantenido bien conservada a pesar de las condiciones del clima; pero debido al contacto humano se ha deteriorado por marcas, raspaduras, contacto táctil, etc,  que van dejando los turistas y visitantes.

## Monumento nacional
Las pictografías de Vilacaurani son consideradas monumentos nacionales de Chile, nombrados yacimientos arqueológicos y panteológicos del Departamento de Arica (Actual Región de Arica y Parinacota) bajo el Decreto Supremo Nº 5591 de 31.05.1969. Junto con otros lugares, edificios etc. Es además considerado patrimonio mundial, por lo basto en años que es, hay que recordar que pocas pinturas rupestres existen en el mundo, a modo de comparación con otros monumentos más numerosos. Tal como las pictografías de Estados Unidos o de los países de Europa y Asia u África, estas pictografías tienen una antigüedad similar a las de estas pictografías.
Se le considera arte primitivo y precolombino de América del Sur, por lo tanto esto añade importancia y valor a su peso como monumento nacional ya que es muy difícil encontrar este tipo de arte debido a la corrupción y destrucción de la mayoría de objetos históricos en América Latina.